# Сергиевская улица (Нижний Новгород)
Улица Сергиевская — улица в историческом районе Започаинье Нижнего Новгорода. Одна из древнейших улиц города, известная с XVII века. Проходит от Лыковой дамбы до улицы Гоголя. Название получила от средневекового Сергиевского монастыря.
В XVII — первой половине XVIII веков посредством этой узкой извилистой улицы осуществлялась связь района Петушковой горы и остальной территории города. В XIX веке её заселяли, преимущественно, купцы, предпочитавшие каменные дома. Купеческая застройка до сих пор определяет архитектурный облик улицы.

## История
Территория, где расположена улица, в планировочной структуре связана с Започаиньем — частью древнего Верхнего Посада, расположенного за Почаинским оврагом, отделяющим Часовую гору с Нижегородским кремлём от Ильинской горы. По дну оврага в прошлом протекала небольшая речка Почайна, а территория на её левом берегу стала заселяться с XIV века.
В XVI — начале XVII веков сформировалась главная магистраль Започаинья — будущая Ильинская, или Большая Ильинская, улица, бравшая начало от церкви Ильи Пророка и доходившая до одной из проездных башен Малого (Нового) острога, который возник в XVII веке. Согласно Писцовой книге 1621—1622 годов, вокруг Ильинской сформировались и другие улицы; Почаинская, будущая Мироносицкая (сегодня — Добролюбова) и Плотничья. Существовал и переулок, ведший с Плотничной улицы на Ильинскую — часть будущей Сергиевской улицы.
Таким образом, Сергиевская улица входила в древнюю Започаинскую часть Нижнего Новгорода. Местность, где она расположена, в XVII веке носила название Петушково и изначально принадлежала монастырю. В XVII — первой половине XVIII веков посредством этой узкой извилистой улицы осуществлялась связь Петушковой горы и остальной территории города. В Сотной грамоте 1621 года церковь преподобного Сергия Радонежского, по которой улица получила именование, указана в качестве монастыря. Когда и кем он основан — не установлено. Монастырь сгорел в крупном пожаре 1701 года. Живший неподалёку купец Афанасий Фирсович Олисов решил выстроить на этом месте новый храм. Церковь была освящена на следующий год в честь Спаса Нерукотворного и Сергия Чудотворца. Храм стал приходским, однако 25 июня 1715 года он снова сгорел. Церковь восстановили и вновь освятили в честь преподобного Сергия Радонежского, но требовалось провести капитальный ремонт здания, который провёл в 1838 году архитектор Г. И. Кизеветтер. Тем не менее, старое здание было сложно спасти. Новое здание возвели в 1865—1869 годах, под надзором архитектора Р. Я. Килевейна.
Первый регулярный план Нижнего Новгорода от 1770 года предусматривал спрямление улицы, пробивку её напрямую к существовавшему в то время деревянному Лыкову мосту через Почайну и включение её в полукольцо, опоясывающее Верхний Посад с юга. На пересечении Сергиевской и Ильинской улиц предполагалось разбить площадь. Частично работы были выполнены в конце XVIII — начале XIX веков. В 1852 году архитектор Н. И. Ужумедский-Грицевич выполнил проект трассировки улицы до Лыковой дамбы, но он был отложен и включён лишь в план города от 1891 года. После этого Сергиевская улица приобрела современные очертания и вышла к откосу Похвалинского съезда.
В 1923 году улица была переименована в улицу Рабфака, затем — в честь председателя Петроградской ЧК М. С. Урицкого. В 1991 году улице возвращено историческое название.

## Памятники архитектуры и истории
К середине XIX века часть Сергиевской улицы, примыкавшей к храму Сергия Радонежского, была полностью сформирована. В XIX веке её заселяли, преимущественно, купцы, предпочитавшие каменные дома. Данная купеческая застройка до сих пор определяет архитектурный облик улицы.

### Особняк (№ 8)
Каменный особняк XIX века под № 8 уничтожен фасадизмом при строительстве жилого комплекса. Фасад здания можно увидеть включённым в объём нового многоэтажного здания.

### Дом Г. С. Долганова(№ 11)
В 1845 году купец второй гильдии Григорий Степанович Долганов заказал вольнопрактикующему архитектору М. П. Камышникову проект каменного двухэтажного дома с антресолями во двор и служб. Созданные архитектором план-фасады были одобрены 30 января 1846 года Нижегородской Строительной комиссией, а 6 июня 1846 года утверждены Николаем I в Петергофе. Ранее Долганов заключил с В. Мичуриным подряд на строительство, из-за чего закладка фундаментов состоялась до высочайшего утверждения проекта. Архитектор М. П. Камышников умер 14 июня 1846 года, поэтому надзор за строительством возлагался на городового архитектора Г. И. Кизеветтера. 

### Усадьба (№ 12)
Усадьба постройки конца XIX века. В начале XX века принадлежала купцу, присяжному поверенному Фёдору Ивановичу Гнеушеву, который также владел торговыми банями на Ковалихе. Главный дом (№ 12) надстроен в советский период двумя этажами. Сохранились каменные ворота и две дворовые постройки в кирпичном стиле (№ 12А, 12В). Охраняется.

### Дом М. В. Абросимовой (№ 13)
Построен в 1839 году по проекту архитектора Г. И. Кизеветтера. 

### Жилой дом Н. Н. Муратова(№ 13-а)
Первоначально угловой участок на пересечении Ильинской и Сергиевской улиц принадлежал мещанке Марье Абросимовой. Для владелицы усадьбы городовой архитектор Г. И. Кизеветтер составил проект на постройку каменного двухэтажного дома, высочайше утверждённого в 1839 году. Позже усадьба перешла во владение к мещанину Николая Никаноровичу Муратову, для которого 7 апреля 1912 года был выполнен чертёж на строительство двухэтажного деревянного дома.
Представляет собой образец небольшого городского деревянного доходного дома конца XIX — начала XX веков. Облик здания отражает взаимодействие профессиональной архитектуры (академическая эклектика, неорусский стиль) и традиций народного зодчества в деревянной архитектуре Нижнего Новгорода. 
- Дом Г. С. Долганова.
- Жилой дом Н. Н. Муратова.
- Дом М. В. Абросимовой.

### Дом Кугушевых(№ 14)
По данным историка Н. Ф. Филатова, обширный земельный участок в Сергиевском тупике напротив одноимённой церкви, в начале XIX века принадлежала князьям Кугушевым. В XVIII веке на участке уже был возведён каменный дом, но после утверждения нового плана Нижнего Новгорода от 1824 года владельцы решили перестроить усадьбу, заказав проект архитектору А. Л. Лееру. По другим данным, главный дом усадьбы уже был построен в 1810 году губернским архитектором И. И. Межецким.
В центре двора, вероятно ещё Кугушевыми, был выстроен каменный флигель, указанный на съёмке плана Нижнего Новгорода от 1851 года (в наши дни находится в аварийном состоянии). В 1870 году с западной стороны был пристроен двухэтажный флигель, который соединялся по второму этажу с главным домом усадьбы раскрепованной вставкой, на первом этаже которой была оставлена проездная арка во двор (не сохранилась). 

### Жилой дом (№ 15)
Образец городского деревянного доходного дома конца XIX — начала XX веков. 

### Усадьба купчихи Е. С. Рябининой (№ 16)
Главный дом усадьбы выстроен в 1847 году. Сохранились дворовые постройки 1857 и 1873 годов. На охрану поставлен только главный дом. 

### Усадьба мещан Дубковых (№ 17—19)
В 1874 году домовладение № 17 принадлежало нижегородским мещанам Алексею и Ионе Алексеевым Дубковым. В 1874 на усадьбе был выстроен каменно-деревянный дом (сегодня — дом № 19), по проекту архитектора Н. Фрелиха (дом утратил исторический архитектурный облик в результате ремонта 2004 года). В 1887 году И. А. Дубков решил выстроить на усадьбе ещё один, полностью каменный дом (№ 17). Надзор за строительством осуществлял архитектор Н. Д. Григорьев. Дом выстроен в стиле академической эклектики. Не охраняется.
- Дом Кугушевых.
- Усадьба купчихи Е. С. Рябининой.
- Дом мещан Дубковых.

### Дом Виноградовых(№ 18)
Каменный дом нижегородских дворян Виноградовых на Сергиевской улице напротив одноимённой церкви стоял с конца XVIII века. После разработки и одобрения нового генерального плана города 1824 года и уточнения красных линий улиц в 1826 году дом перестроили по проекту архитектора А. Л. Леера.
В 1851 году штабс-капитан Геннадий Николаевич Виноградов принял решение расширить дом путём пристройки двух крыльев по бокам здания — слева двухэтажный лестничный всход, справа — комнаты с балконом. Проект перестройки разработал архитектор Н. И. Ужумедский-Грицевич. Проект был утверждён Нижегородской строительной комиссией 27 июля 1851 года и сразу реализован. 

### Дом Спириных (№ 18Б)
Построен в 1838—1839 годах по проекту архитектора Г. И. Кизеветтера. Не охраняется.

### Городская усадьба (№ 21)
Каменный дом классицистической архитектуры № 21 был снесён в 2013 году, на его месте выстроено псевдоисторическое здание.

### Дом с кованым козырьком (№ 20)
Деревянный дом с кованым козырьком XIX века постройки. Ценный объект историко-архитектурной среды. Высокохудожественный кованый козырёк дома был демонтирован в 2019 году и подарен администрацией Нижнего Новгорода музею завода «Красное Сормово», что вызвало вопросы у градозащитников, так как изначально планировалось сохранить и отреставрировать здание.

### Доходный дом (№ 22)
Каменный доходный дом XIX века. 

### Особняк А. Рогозильникова (№ 23)
Образец городского деревянного дома конца XIX — начала XX веков. 

### Доходный дом (№ 24)
Доходный дом, выстроенный в кирпичном стиле. Не охраняется.

### Починковское нижегородское духовное училище (№ 25)
Открытое в 1822 году Печерское училище в Печерском монастыре было закрыто в середине XIX века, и вместо него открыто Починковское нижегородское духовное училище. Расположилось новое училище на углу Сергиевского переулка и Сергиевской улицы, в каменном трёхэтажном доме. Почётным попечителем был купец А. Я. Бочкарёв. В советский период здание надстроено четвёртым этажом. Не охраняется.

### Церковь Сергия Радонежского(№ 25А)
Возведение храма началось в 1865 году, проект был лично утверждён Александром II. Строительство было завершено к 1869 году. В 1872 году архитектор Р. Я. Килевейн спроектировал и пристроил по сторонам основания колокольни овальные в плане пониженные помещения, увеличив площадь для проведения служб. В годы советской власти в храме располагался Союз художников. В 2003 году церковь была передана Нижегородской епархии. 
- Дом Виноградовых.
- Церковь Сергия Радонежского.
- Доходный дом № 22.